# Josh Schneider
Josh Schneider (Cincinnati, 11 gennaio 1988) è un nuotatore statunitense, specializzato nelle distanze brevi (50 e 100 metri) dello stile libero, nonché staffettista, ex primatista nazionale dei 50 stile libero in vasca corta.

## Biografia
Nel 2010 diventa campione NCAA nelle 50 yard libero per l'Università di Cincinnati . Ai Campionati mondiali di nuoto in vasca corta 2010 conquista la medaglia di bronzo individuale nei 50 stile libero, nonché l'oro nella staffetta 4x100 mista, grazie al suo contributo nelle batterie.

## Palmarès
- Mondiali in vasca corta

Dubai 2010: oro nella 4x100m misti e bronzo nei 50m sl
Doha 2014: oro nella 4x50m sl mista, argento nella 4x50m sl e bronzo nella 4x50m misti.
- Giochi panamericani

Toronto 2015: oro nei 50m sl, argento nella 4x100m misti e bronzo nella 4x100m sl.